# グレート・キルズ駅

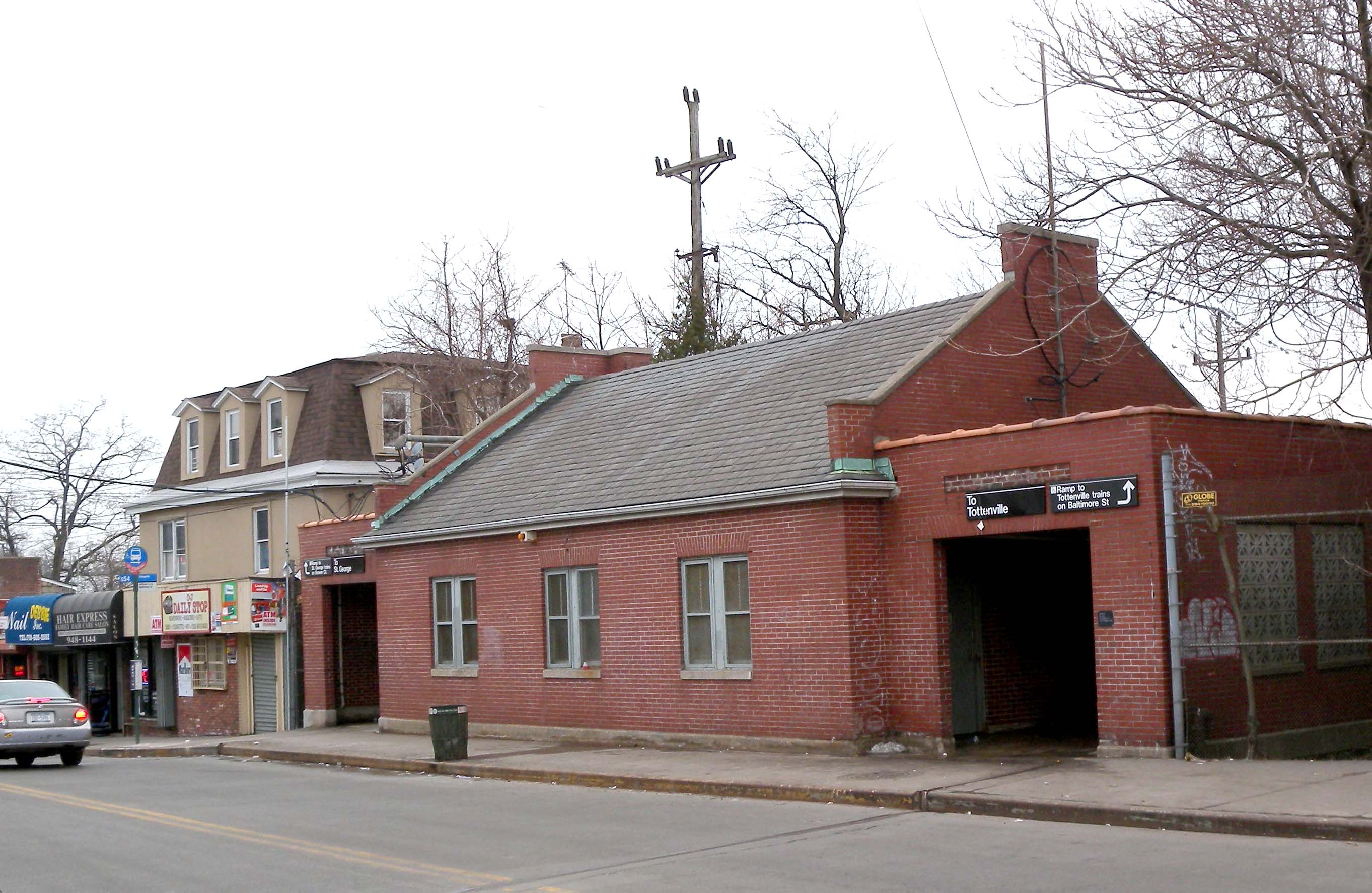
駅舎。

グレート・キルズ駅（グレート・キルズえき、英語：Great Kills）は、スタテンアイランドのグレート・キルズにあるスタテンアイランド鉄道の駅である。

## 駅構造
| M          | 跨線橋                       | 出入口、ホーム間連絡通路                                                    |
| G          | 地上階                       | 駅舎、出入口、バス、駐車場 (スロープが接続)                                 |
| P ホーム階 | 相対式ホーム、右側ドアが開く | 相対式ホーム、右側ドアが開く                                                |
| P ホーム階 | 南行                         | ← トッテンヴィル駅ゆき（エルティングヴィル駅） ← ラッシュ時一部列車：当駅止 |
| P ホーム階 | 北行                         | → セント・ジョージ駅ゆき（急行：終点、各駅停車：ベイ・テラス駅） →          |
| P ホーム階 | 相対式ホーム、右側ドアが開く |                                                                             |

2面の相対式ホームで構成され、壁及び屋根は青緑色。障害を持つアメリカ人法に基づき、長いスロープが設置されており、身障者でも利用できる。また、階段、ネルソン・アベニュー、ブロワー・コートへ通じる陸橋もある。ジフォーズ・レーンの横には駅舎がある。急行列車は、午後のラッシュアワーの混雑する方向では、セント・ジョージ駅からこの駅までノンストップで運転される。さらに、普通列車は、混雑方向のみこの駅が始発・終点となる。新しい渡り線が、1997年にプラットホームの南に設置された。ニューヨーク・シティ・デパートメント・オブ・トランスポーテーションは、駅でパーク・アンド・ライドを展開している。

## バス接続
S54、x7及びx8